# 団体乗車券
団体乗車券（だんたいじょうしゃけん）とは、旅客が一定人数以上の団体を組んで同一列車の同一区間に乗車する場合において、その団体の乗車人員1人あたりの運賃を割り引いて発行する乗車券。略称は、団券（だんけん）。
団体乗車券に関する制度は各鉄道事業者により異なる。ここでは、日本の鉄道事業者において概ね共通的な取扱いを記す。なお、すべての鉄道事業者で団体割引制度があるわけではない。

## 発行条件
団体乗車券を発行するために必要な団体構成人員の数の下限は、鉄道事業者により異なる。JRグループと東武鉄道の場合は8人以上となっている。大手、準大手私鉄や公営地下鉄の場合、最低構成人数を25人以上としている事業者が多い。これはかつて国鉄の団体人員下限に合わせていた名残であるが、当の国鉄・JRでは25人→15人→8人と減少している。
事業者によっては団体の人数によって割引率が異なることがある。引率者の運賃を無賃とする事業者もあるが、無賃になる人数は、団体の構成人員数によって異なる。
また、一部の事業者では団体内の一人一人に個別の乗車券（JRでは契約乗車票や団体旅客乗車票、私鉄では団体数取券（かずとりけん）や団体分乗証など
）を渡し、各自で列車に乗車することを認めているところもある。現地集合・現地解散する際に用いられる。
阪急電鉄ではかつて団体数取券の入手が容易だったため、沿線の金券ショップでバラ売りされていたことがある。ただ本来こういった形での転売は禁止されており、後に数取券を取り扱う業者が急増して問題となったため、2003年末頃から急速に金券ショップ店頭から姿を消した（現在は回数券をバラ売りしている。団体数取券そのものも、阪急交通社の一部支店でしか扱わなくなった）。

## 団体の種類
普通団体と学生団体、訪日観光団体がある。概ね、学生団体の方が、普通団体や訪日観光団体よりも割引率が高い。
学生団体の申し込みをするには、学校代表者の公印（朱肉で押すもの）が必要である。学校の団体であっても、学校公式行事でなければ普通団体扱いである。例えば、学校の学級で私的に（授業としてではなく）団体で乗車するのであれば普通団体となる。学校長が「公式行事」と認定すれば学生団体扱いとなることもある。学校行事であっても、教職員が同行せず、学生だけで乗車する場合は普通団体扱いである。
事業者によっては、中学生の学生団体については割引率を高くしている事業者もある。
身体障害者など特殊な条件の場合、団体割引を利用せず、身体障害者割引を利用する場合が安くなることもある。ただし、「身体障害者の団体割引」は存在しない。どちらか有利な割引制度を選んで利用する。

## 発売日
乗車の21日前からという事業者が多い。

## ギャラリー

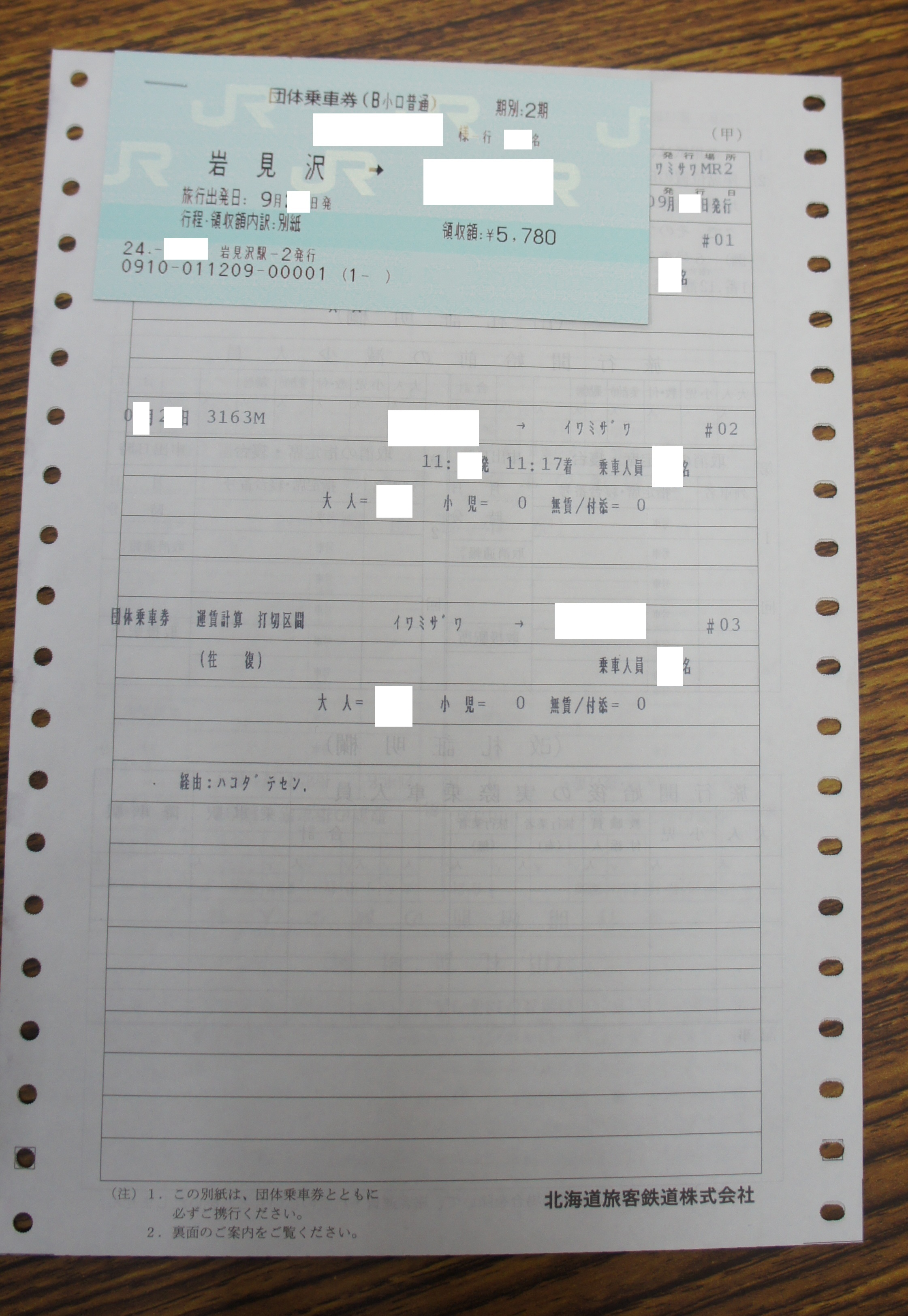
団体乗車券本体と別紙1、運行経路と料金の詳細等が記されている
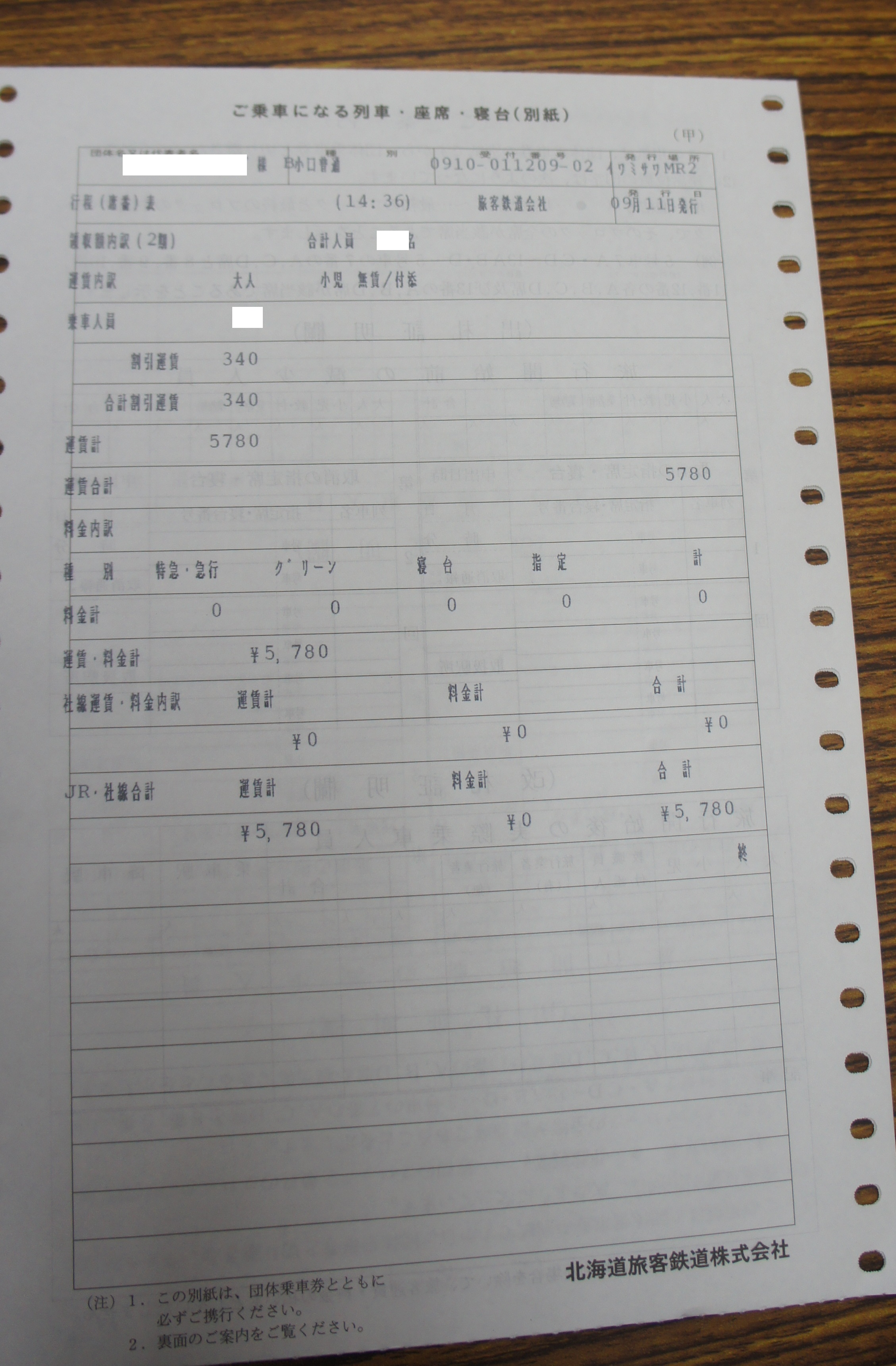
別紙2、指定席や寝台券といった料金券等に関する詳細が記されている
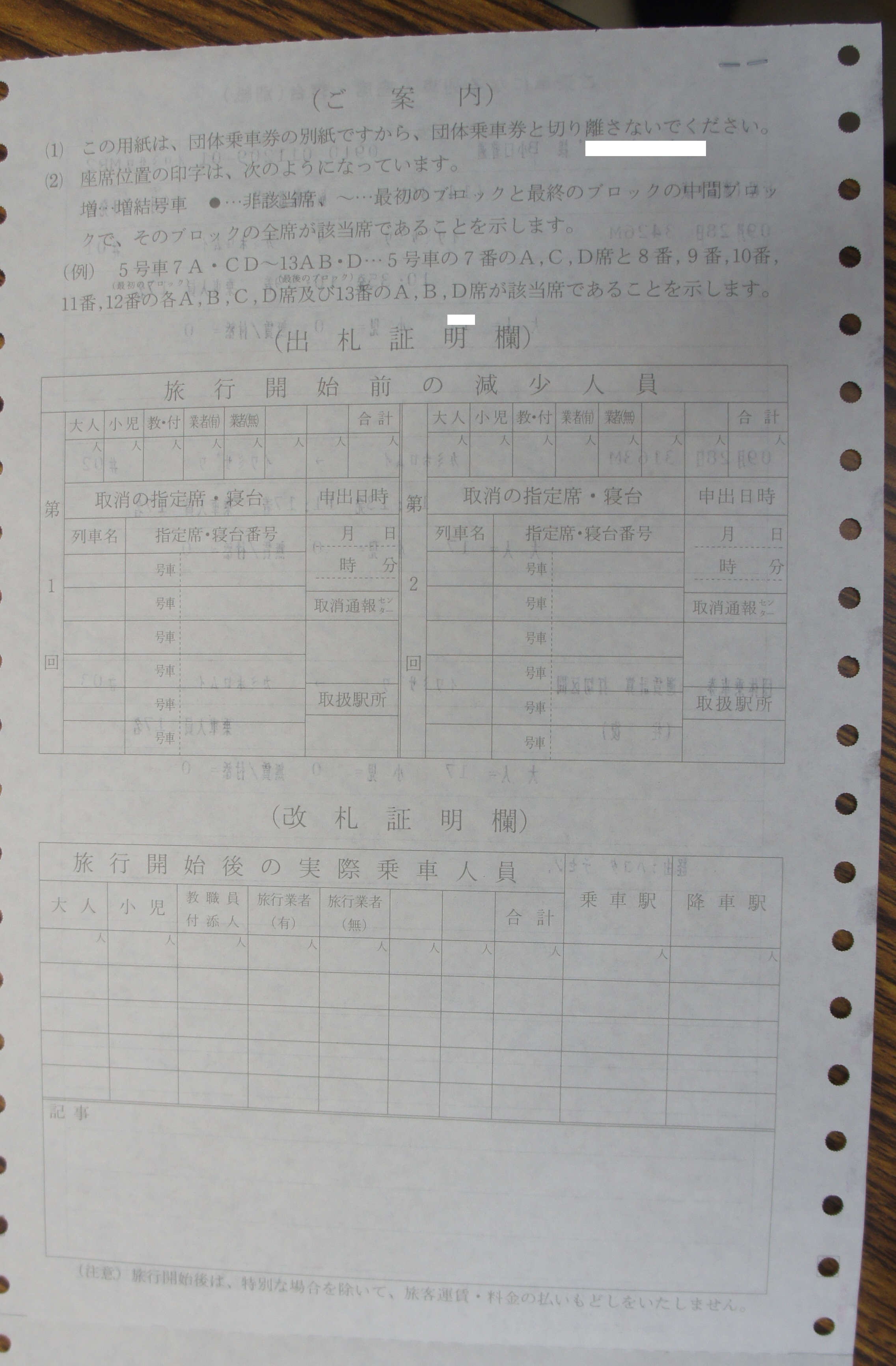
別紙裏、注意書き等が記されている